# Максим II
Патриа́рх Макси́м II (греч. Πατριάρχης Μάξιμος Β΄; ум. декабрь 1216, Никея) — Константинопольский патриарх, занимавший престол с 3 июня по декабрь 1216 года.

## Биография
До избрания на патриарший престол был настоятелем Студийского монастыря. Являлся духовником императора Никейской империи Феодора Ласкариса.
3 июня 1216 года был избран на Патриарший престол Константинопольской православной церкви. Пребывал, как и император, в Никее.
Георгий Акрополит и Никифор Каллист Ксанфопул очень критикуют Максима, предполагая, что он был «необразованный», и что единственная причина того, что он стал патриархом, было влияние придворных женщин.
Находился на кафедре всего шесть месяцев и в скончался в начале декабря 1216 года.